# Darwinismo

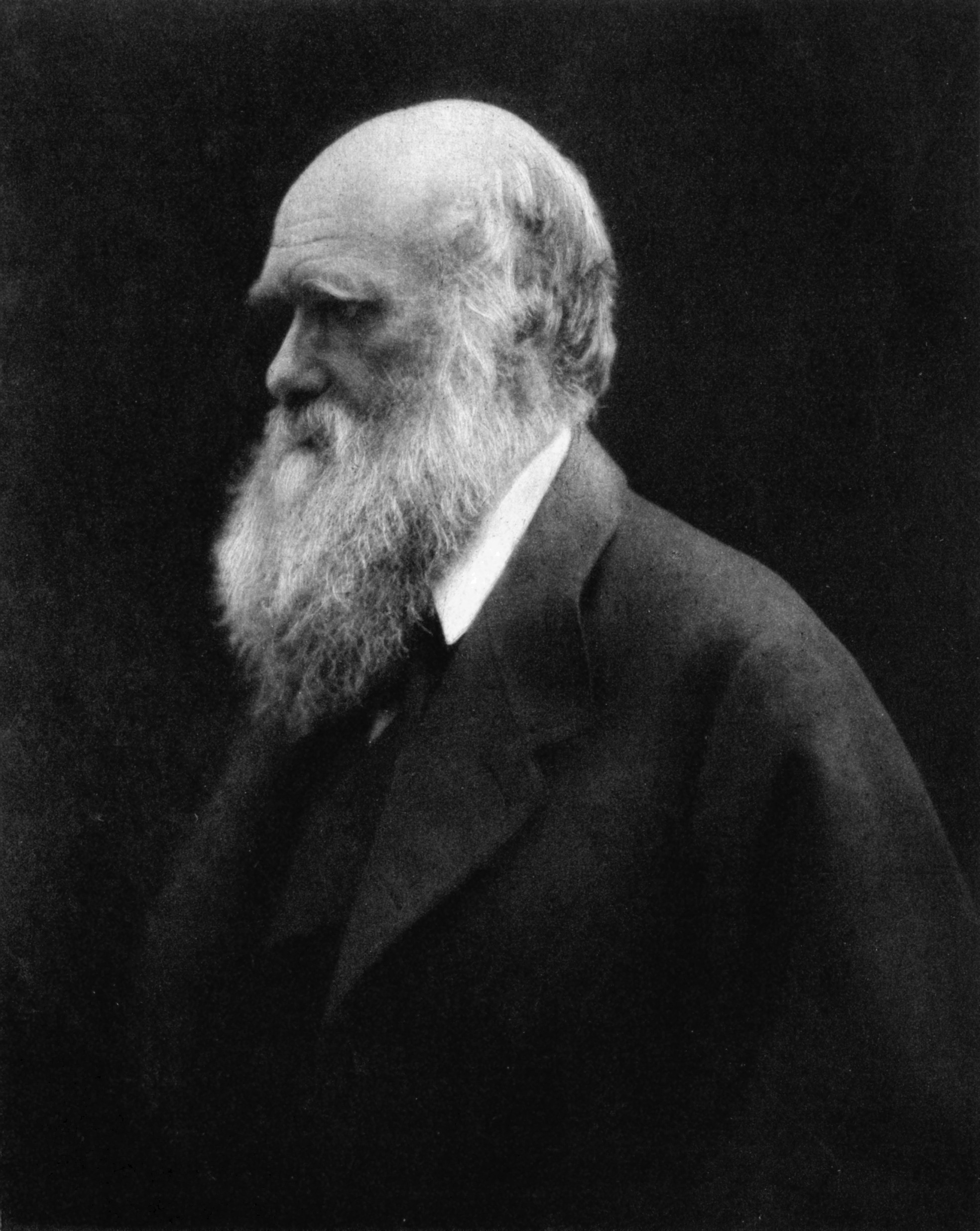
Charles Darwin em 1868

Darwinismo é um conjunto de movimentos e conceitos relacionados às ideias de transmutação de espécies, seleção natural ou da evolução, incluindo algumas ideias sem conexão com o trabalho de Charles Darwin. A característica que mais distingue o darwinismo de todas as outras teorias é que a evolução é vista como uma função da mudança populacional e não da mudança do indivíduo.
O termo foi cunhado por Thomas Henry Huxley em abril de 1860, e foi usado para descrever conceitos evolutivos, incluindo conceitos anteriores, como malthusianismo e spencerismo apesar desse pensamento ter sido criticado pelo próprio Darwin e por cientistas independentes. No final do século XIX passou a significar o conceito de que a seleção natural era o único mecanismo de evolução, em contraste com o lamarckismo e o criacionismo. Por volta de 1900 o darwinismo foi eclipsado pelo mendelismo até a síntese evolutiva moderna unificar as ideias de Darwin e Gregor Mendel. A medida que a teoria da evolução moderna se desenvolve, o termo tem sido associado às vezes com ideias específicas.
Embora o termo tenha permanecido em uso entre os autores científicos, tem sido cada vez mais discutido que é um termo inapropriado para a moderna teoria da evolução. Por exemplo, Darwin não estava familiarizado com o trabalho de Gregor Mendel, e como resultado teve apenas uma compreensão vaga e imprecisa de hereditariedade. Ele, naturalmente, não tinha noção dos desenvolvimentos mais recentes e, como o próprio Mendel, não sabia nada de deriva genética, por exemplo.

## Concepções do darwinismo

A medida que o "Darwinismo" se tornou amplamente aceito nos anos 1870, caricaturas de Charles Darwin com um corpo de macaco simbolizaram a evolução.

Embora o termo darwinismo tenha sido usado anteriormente para se referir ao trabalho de Erasmus Darwin no final do século XVIII, o termo como é entendido hoje foi lançado á época do lançamento do livro de Charles Darwin de 1859 a Origem das Espécies e foi revisado por Thomas Henry Huxley no exemplar de abril de 1860 da revista Westminster Review. Depois de ter saudado o livro como "um verdadeiro rifle Whitworth no arsenal do liberalismo" promovendo o naturalismo científico sobre a teologia, e louvando a utilidade das ideias de Darwin enquanto expressava reservas profissionais quanto ao gradualismo de Darwin e duvidando que ele pudesse provar que a seleção natural podia formar novas espécies, Huxley comparou a realização de Darwin com a de Copérnico para explicar o movimento planetário:
Outro importante teórico evolucionista do mesmo período foi Peter Kropotkin que, em seu livro Mutualismo: Um Fator de Evolução, defendia uma concepção de darwinismo contrária ao de Huxley. Sua concepção era centrada em torno do que ele viu como o uso generalizado de cooperação como mecanismo de sobrevivência nas sociedades humanas e animais. Ele usou argumentos biológicos e sociológicos em uma tentativa de mostrar que o principal fator para facilitar a evolução é a cooperação entre indivíduos em sociedades  e grupos associados livremente. Isso foi com o fim de neutralizar a concepção de uma concorrência feroz como o núcleo da evolução, que fornecia uma racionalização para as teorias dominantes políticas, econômicas e sociais da época; e as interpretações prevalentes do Darwinismo, tais como as de Huxley, que é apontado como um adversário por Kropotkin. A concepção de Kropotkin do darwinismo poderia ser resumida pela seguinte citação:

### O uso no século XIX

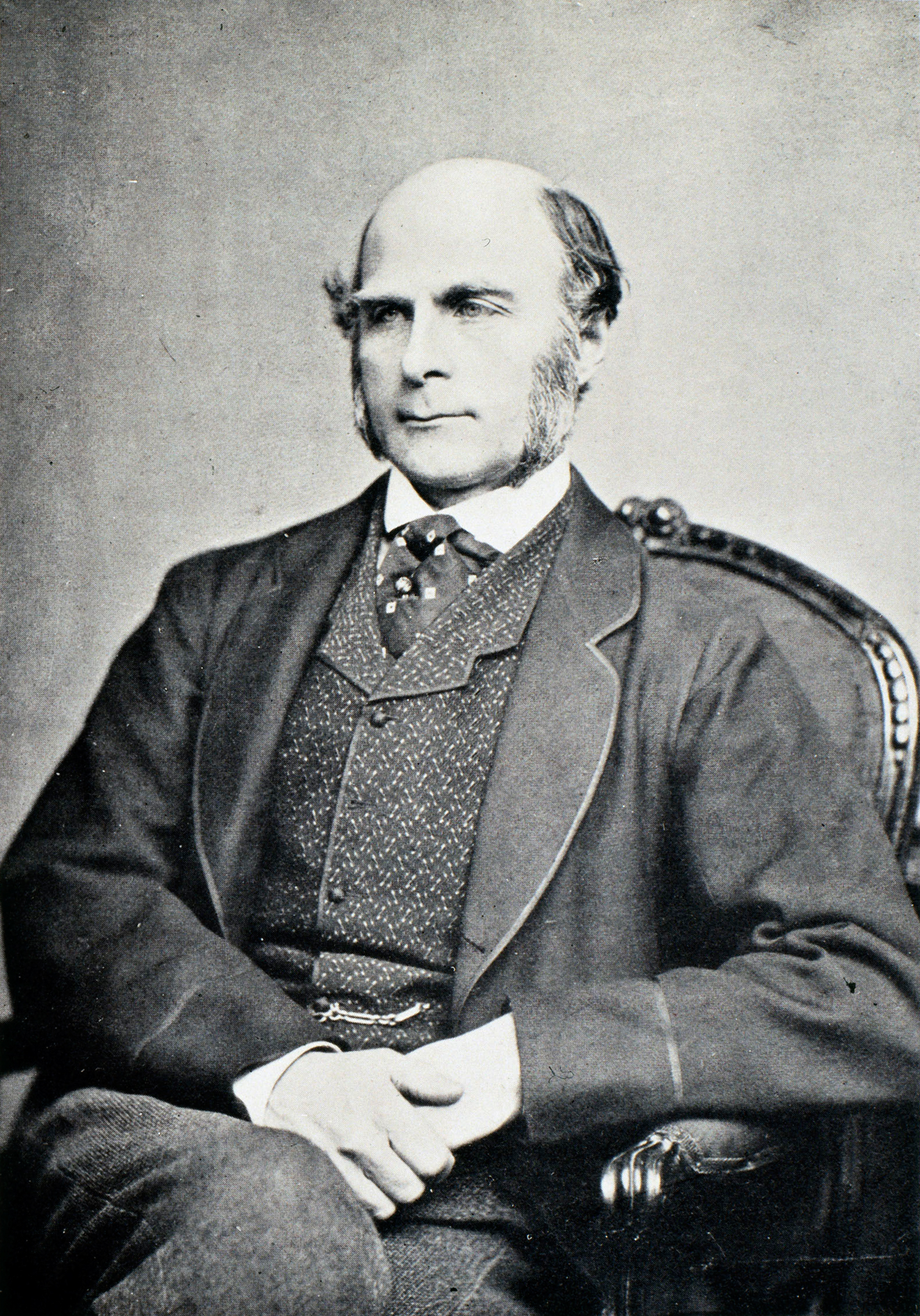
Francis Galton na década de 1850

O "darwinismo" logo veio a representar toda uma gama de filosofias evolucionistas (e muitas vezes revolucionárias) sobre a biologia e a sociedade. Uma das abordagens mais proeminentes, resume-se na frase de 1864 "sobrevivência do mais apto" pelo filósofo Herbert Spencer, mais tarde se tornou emblemática do darwinismo, embora o entendimento próprio de Spencer da evolução (como expresso em 1857) era mais parecido com o de Jean-Baptiste de Lamarck do que com o de Darwin, e antecedeu a publicação da teoria de Darwin em 1859. O que agora é chamado de "darwinismo social" era, na época, sinônimo de "Darwinismo" — a aplicação de princípios darwinianos de "luta" para a sociedade, geralmente em suporte à agenda política antifilantrópica. Outra interpretação, que contava nomeadamente com o favor do meio primo de Darwin Francis Galton, era que "Darwinismo" implica que pelo fato de que a seleção natural aparentemente não mais funcionava com as pessoas "civilizadas", era possível para cepas de pessoas "inferiores" (que normalmente seriam filtradas fora do pool genético) prevalececem sobre as cepas "superiores", e medidas correctivas voluntários seriam desejáveis - o fundamento da eugenia.
Nos dias de Darwin, não havia uma definição rígida do termo "darwinismo", e este era usado pelos oponentes e proponentes da teoria biológica de Darwin tanto para significar o que eles queriam em um amplo contexto. As ideias tiveram influência internacional, e Ernst Haeckel desenvolveu o que ficou conhecido como Darwinismus na Alemanha, embora, como a "evolução" de Spencer, o "darwinismo" de Haeckel tinha apenas uma semelhança grosseira com a teoria de Charles Darwin, e não era centrado sobre a seleção natural de forma nenhuma. Em 1886, Alfred Russel Wallace foi a uma turnê de palestras nos Estados Unidos, começando em Nova York e passando por Boston, Washington, Kansas, Iowa e Nebraska para a Califórnia, palestrando sobre o que ele chamou de "darwinismo", sem quaisquer problemas.

### Após a síntese moderna
O darwinismo é usado dentro da comunidade científica para o distinguir das modernas teorias evolucionistas, algumas vezes chamadas de "neodarwinismo", daquele inicialmente proposto por Darwin. O Darwinismo também é usado  pelos historiadores para diferenciar a sua teoria a partir de outras teorias evolucionistas correntes do mesmo período. Por exemplo, o darwinismo pode ser usado para se referir ao mecanismo proposto por Darwin da seleção natural, em comparação com mecanismos mais recentes, como a deriva genética e o fluxo gênico. Também pode se referir especificamente ao papel de Charles Darwin ao contrário de outros na história do pensamento evolutivo - particularmente resultados contrastantes de Darwin com as teorias anteriores, como o lamarckismo ou os posteriores, como a síntese moderna.

## Algoritmos genéticos
O darwinismo é utilizado por biólogos, filósofos, matemáticos e cientistas para descrever processos evolucionários semelhantes à evolução da vida, como o desenvolvimento de software com algoritmos genéticos.
Neste contexto mais abstracto, o darwinismo é independente dos detalhes da evolução biológica. Um processo darwinista requer as condições seguintes:
- Reprodução: os agentes devem ser capazes de produzir cópias de si próprios e essas cópias devem ter igualmente a capacidade de se reproduzirem;
- Hereditariedade: As cópias devem herdar as características dos originais;
- Variação: Ocasionalmente, as cópias têm que ser imperfeitas (diversidade no interior da população);
- Recombinação: Troca de informações genéticas entre pares de cromossomos;
- Seleção Natural: Os indivíduos são selecionados pelo ambiente. A seleção natural destrói, e não cria. O problema da existência de um objetivo não surge da eliminação dos inaptos, e sim da origem dos aptos.

Em qualquer sistema onde ocorram essas características deverá ocorrer evolução.
Alguns autores, adicionalmente, propõe a elaboração de modelos matemáticos de seleção sexual.